# Arielle Coigney
 (décembre 2021).
Si vous disposez d'ouvrages ou d'articles de référence ou si vous connaissez des sites web de qualité traitant du thème abordé ici, merci de compléter l'article en donnant les références utiles à sa vérifiabilité et en les liant à la section « Notes et références ».
Arielle Coigney est une danseuse et actrice française née en 1938.

## Biographie
Sa carrière s'est déroulée des années 1950 aux années 1960. L'un de ses rôles les plus marquants est celui d'Élodie dans Le Chevalier de Maison-Rouge réalisé par Claude Barma, d'après l'œuvre d'Alexandre Dumas. Elle figure dans de nombreux films sous le nom d'Arielle Coignet.
En 1958, à l'Alhambra-Maurice Chevalier de Paris, elle participe au spectacle de Roger Pierre et Jean-Marc Thibault.

## Filmographie

### Cinéma
- 1956 : Notre-Dame de Paris (non créditée)
- 1956 : Club de femmes (Club di ragazze)
- 1956 : Mannequins de Paris (Arielle Coignet)
- 1957 : Paris Music-Hall
- 1957 : Pot-Bouille : Louise (non créditée)
- 1958 : Les Tricheurs (Arielle Coignet)
- 1958 : Sacrée Jeunesse (Arielle Coignet)
- 1958 : Cigarettes, whisky et p'tites pépées
- 1959 : Brèves Amours (Vacanze d'inverno) : Dina Moretti
- 1960 : Ravissante
- 1960 : OSS 117 se déchaîne (Arielle Coignet)

### Télévision
- 1957 : L'Inconnu : danse avec Maurice Béjart dans un pas de deux du ballet L'Inconnu
- 1960 : Un poing final (Les Cinq Dernières Minutes) de Claude Loursais : Paulette
- 1963 : Le Chevalier de Maison-Rouge : Élodie
- 1963 : L'inspecteur Leclerc enquête de Maurice Delbez, épisode : Les revenants : Annick

## Spectacles
- 1958 : Roger Pierre et Jean-Marc Thibault à l'Alhambra-Maurice Chevalier de Paris

## Théâtre
- 1960 : John Smith Ier de Silas Jaime (Théâtre de l'Œuvre, mise en scène de Michel Ré) : Tatiana
- 1961 : Spéciale dernière de Ben Hecht et Mac Arthur (Théâtre de la Renaissance, mise en scène de Pierre Mondy)